# Carlos Magno (político)
Carlos Magno Costa Garcia, ou simplesmente Carlos Magno, (Aracaju, 26 de agosto de 1952) é um médico e político brasileiro, outrora deputado federal por Sergipe.

## Dados biográficos
Filho de João Garcia Rocha e Joana Costa Garcia. Médico formado pela Universidade Federal de Sergipe em 1978, um ano antes de ingressar no Colégio Brasileiro de Cirurgiões. Sua estreia na política ocorreu em 1982 ao eleger-se prefeito de Estância via PDS e após o fim do mandato ingressou no PFL sendo eleito deputado estadual em 1990 e deputado federal em 1994. Nos três pleitos seguintes tentou, sem sucesso, retornar à Assembleia Legislativa de Sergipe. Assumiu, entre 2005 e 2006, a direção do Centro de Hemoterapia de Sergipe e depois do Hospital Governador João Alves Filho sendo que, em 2007, tornou-se diretor da da Fundação Municipal de Trabalho (FUNDAT), órgão da prefeitura de Aracaju. Em termos políticos, sua última filiação partidária foi ao PSB.